# Rumanowy Szczyt
Rumanowy Szczyt (słow. Rumanov štít, niem. Rumanspitze, węg. Ruman-csúcs) – szczyt o wysokości 2428 m znajdujący się w głównej grani słowackich Tatr Wysokich. W slangu taterników nazywany bywa Rumanowym.

## Grań szczytowa
Rumanowy Szczyt jest jednym z trzech wybitnych szczytów w grani oddzielającej Dolinę Złomisk (na południu) od Doliny Kaczej (po północnej stronie). Pozostałe to Ganek (Gánok), oddzielony od niego Gankową Przełęczą (Gánkova štrbina) i Żłobisty Szczyt (Zlobivá), oddzielony od niego Wyżnią Żłobistą Przełączką (Vyšná Zlobná štrbina) i Żłobistymi Czubami (Zlobné zuby). Rumanowy Szczyt ma trzy wierzchołki oddzielone dwoma szczerbinkami. Dokładnie pomierzono tylko najwyższy wierzchołek zachodni. W dotychczasowej literaturze taternickiej zarówno Witold Henryk Paryski, jak i słowaccy tatrolodzy wyróżniali tylko dwa wierzchołki, co było źródłem nieścisłości i nieporozumień przy opisie dróg wspinaczkowych. Po raz pierwszy sprawę tę uściślił Władysław Cywiński. W jego ujęciu w szczytowej grani Rumanowego w kolejności od zachodu na wschód znajdują się: wierzchołek północno-zachodni, przełączka, wierzchołek środkowy, przełączka, wierzchołek południowo-wschodni.
Nazwa szczytu, pobliskich przełęczy i Rumanowych Stawów (Rumanove plesá) w Dolinie Złomisk związana jest z tatrzańskim przewodnikiem – Jánem Rumanem Driečnym. W polskiej literaturze szczyt opisany jest dokładniej w czasopismach „Taternik” nr 1/1929 i nr 1/1937-38.

## Ściany
Ściana południowo-zachodnia opada do Dolinki Rumanowej. Przeciwległa, północno-wschodnia ściana opadająca do Doliny Kaczej jest trzykrotnie wyższa i bardziej urwista. Przez dłuższy czas taternikom nie udawało się zdobyć. Według W. H. Paryskiego jest to jedna z najwspanialszych ścian tatrzańskich i odegrała ważną rolę w rozwoju taternictwa. Lewa część jej skośnej podstawy opada do Kaczego Żlebu, prawa na Kaczy Taras. Ściana ma wysokość od 550 do 690 m. Po bokach jej ograniczenie tworzy żleb spod Wyżniej Żłobistej Przełączki i Kaczy Żleb. Są w niej trzy filary. Środkowy i prawy około 200 m poniżej grani tuż poniżej Pośredniego Rumanowego Przechodu łączą się z sobą, wskutek czego do grani dochodzą tylko dwa filary.
- w filarze lewym jest Rumanowa Turniczka i Rumanowe Siodełko,
- w filarze prawym są: Rumanowy Mnich, Niżni Rumanowy Przechód, Pośredni Rumanowy Przechód,
- we wspólnej części środkowego i prawego filara jest Wyżni Rumanowy Przechód[2].

Pomiędzy lewym i środkowym filarem znajduje się wielka depresja – Rumanowe Koryto.
Szczytowa północno-wschodnia ściana Rumanowego to pionowe urwisko, o którym W. Cywiński pisał … taka nieco powiększona Zamarła, pod którą dojście wymaga długiego i trudnego wspinania. … ściana to bardzo poważna i wymagająca, zwłaszcza w zimie, pełnego szacunku. 100 lat temu cała czołówka ówczesnych taterników walczyła o jej zdobycie. Udało się to dopiero zespołowi Jerzy Golcz, Tadeusz Krystek i Konstany Narkiewicz 5 września 1927 r. Później zdobyto wszystkie pozostałe formacje ściany. Obecnie ściana przestała już taterników interesować; jest za daleko, za długie podejścia, zbyt skomplikowane zejście.

## Taternictwo
Pierwsze wejścia:
- latem – Janusz Chmielowski, Klemens Bachleda, Jan Bachleda Tajber, 27 września 1902 r.,
- zimą – Alfréd Grósz, Ferdinand Zuber, 11 kwietnia 1914 r.[1]

Środkiem słynnej północno-wschodniej ściany przeszli po raz pierwszy Tadeusz Bernadzikiewicz i Bolesław Chwaściński 30 sierpnia 1932 r.
Najłatwiej można wejść na szczyt od Doliny Złomisk przez Gankową Przełęcz. Z doliny tej wygląda on dość niepozornie.

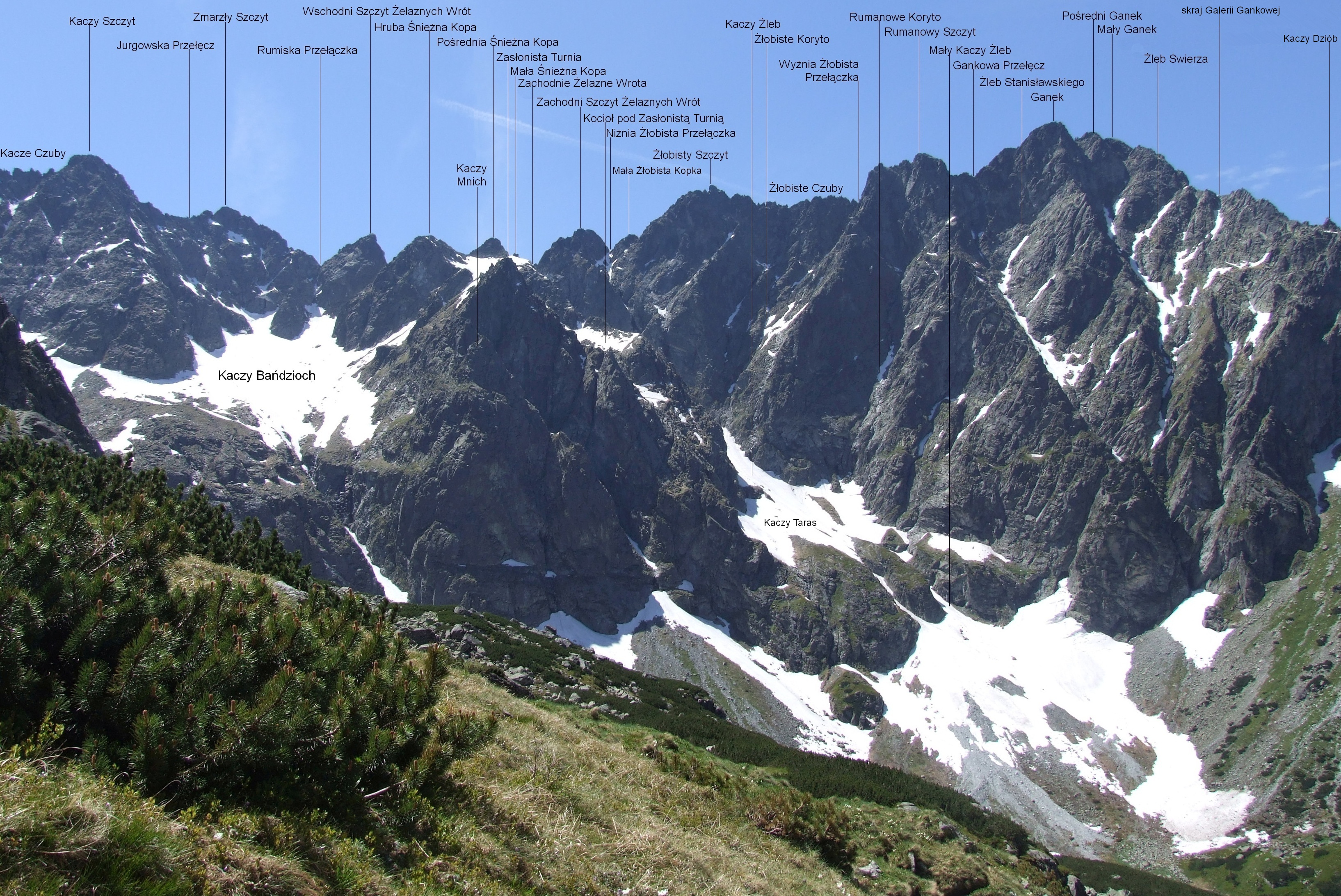
Widok z Doliny Litworowej
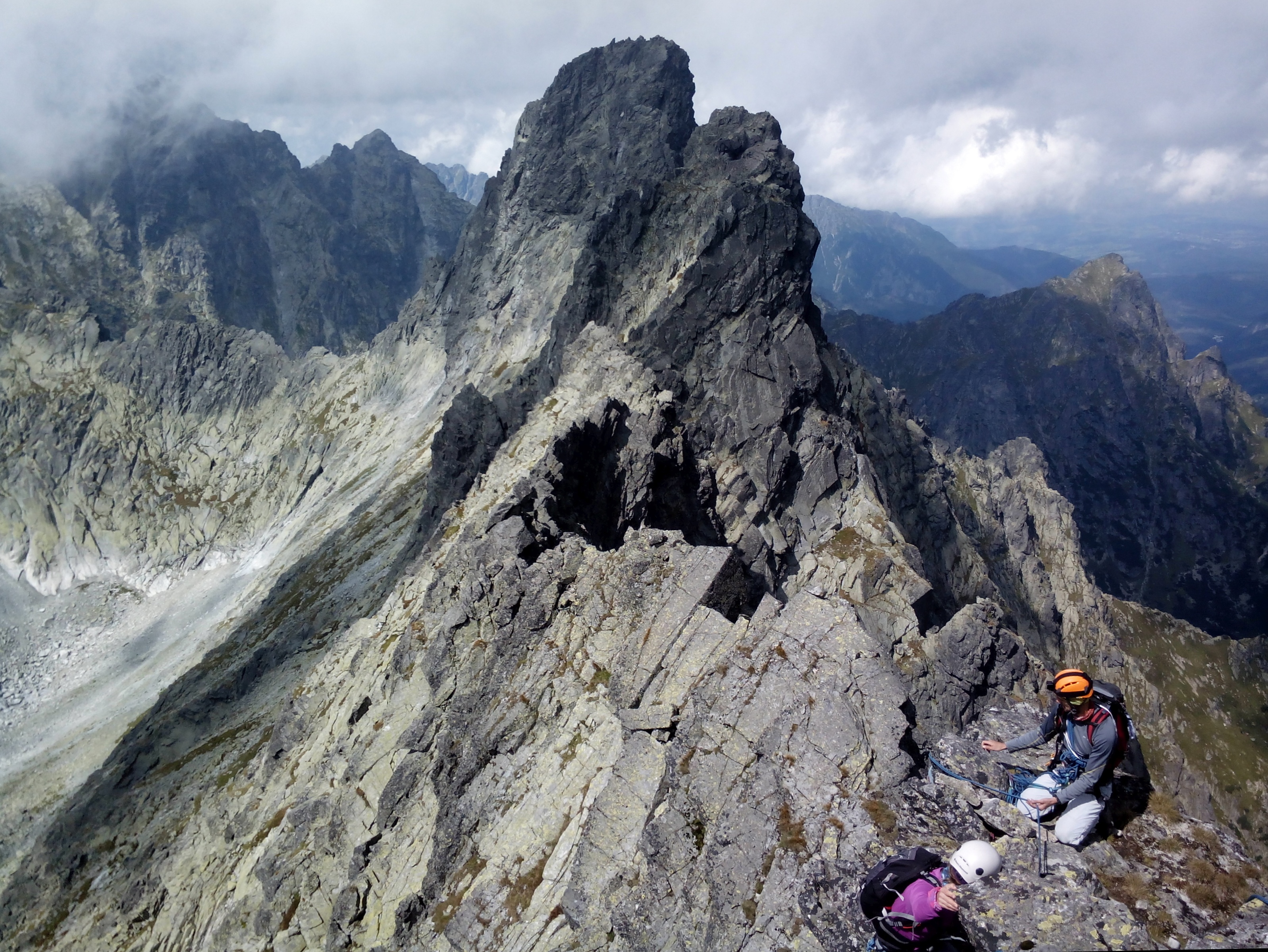
Ganek, Rumanowy Szczyt i Żłobiste Czuby
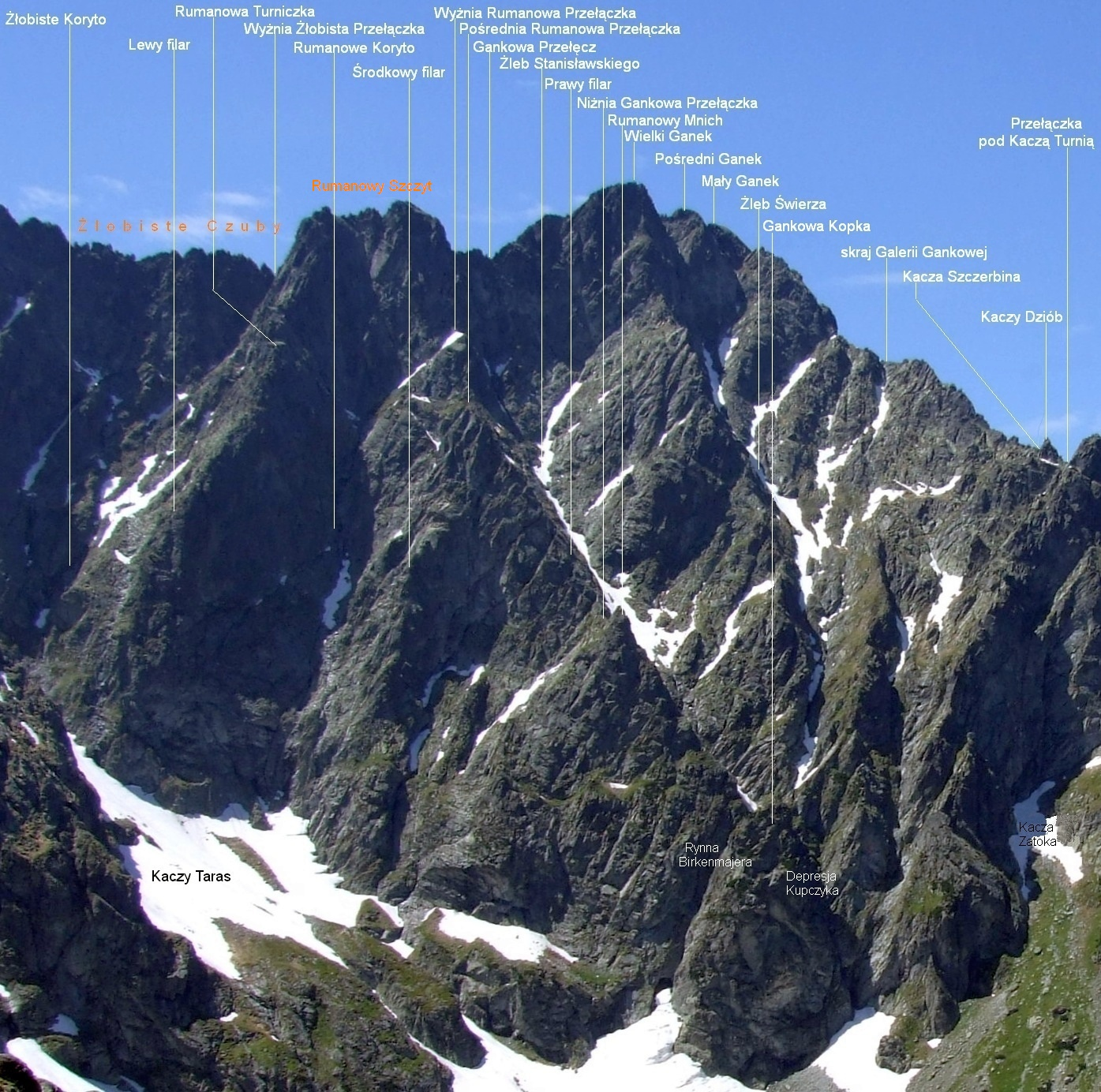
Formacje skalne północno-wschodniej ściany Rumanowego Szczytu